# Sommeron
Sommeron település Franciaországban, Aisne megyében. Lakosainak száma 135 fő (2022. január 1.). Sommeron La Capelle, Clairfontaine, Froidestrées, Gergny és Luzoir községekkel határos.

## Népesség
A település népessége az elmúlt években az alábbi módon változott:
| Lakosok száma | 181  | 147  | 123  | 134  | 137  | 141  | 142  | 139  | 137  | 135  |
|               | 1968 | 1982 | 1990 | 2006 | 2013 | 2015 | 2017 | 2019 | 2020 | 2022 |